# Euryophion meridionalis
Euryophion meridionalis là một loài tò vò trong họ Ichneumonidae.